# Hrubšice
Hrubšice jsou vesnice, část města Ivančice v okrese Brno-venkov v Jihomoravském kraji. Nacházejí se asi 5,5 km na západ od Ivančic, v Boskovické brázdě, na okraji přírodního parku Střední Pojihlaví. Žije zde 246 obyvatel. Katastrální území Hrubšic má rozlohu 4,82 km². Kolem vesnice teče řeka Jihlava.

## Název
Až do konce 19. století se vesnice jmenovala Hrubčice, což bylo odvozeno od osobního jména Hrubek, Hrubec nebo Hrubča. Původní význam tedy byl "Hrubkovi/Hrubcovi/Hrubčovi lidé". Dnešní podoba jména vznikla úpravou německého Hrubschitz (snad k přikloněním ke jménu Hrubeš).

## Historie
Hrubšice jsou jednou z vesnic, které byly zakládány v blízkosti vodních toků kolem 11. století. První písemná zmínka o Hrubšicích je z roku 1225. Jejich majitelé se po staletí měnili, až se v roce 1550 dostali do majetku rodu z Lipé, majitelů panství Moravský Krumlov. Původní tvrz ze 14. století přebudoval Oldřich z Lipé po roce 1568 na renesanční zámek s arkádami. Vytvořením komplexu moravskokrumlovského velkostatku ztratil zámek význam. Dlouhou dobu byl neobydlen a v 18. století byl upraven na byty hospodářského úřednictva. Po první světové válce došlo k likvidaci velkostatku, část polí byla prodána bezzemkům, část prodána na stavební pozemky a asi 36 zbylých hektarů s hospodářskými budovami a zámkem byl prodán soukromé osobě. V soukromém vlastnictví byl až do zahájení kolektivizace v roce 1949. Byl využíván jako obchod, školka, hostinec. V současnosti je v osobním vlastnictví využívaný jako restaurace a penzion.
Kaple na návsi, zasvěcená Panně Marii, je z roku 1822, v roce 1832 k ní byla přistavěna zvonice. Po okolí se proslavila kamenická huť, do níž si páni z Lipé pozvali italské kameníky a ti zaučili domácí kamenické mistry. Jejich práce jsou dodnes ozdobou Ivančic a na stavbách v okolních městech a obcích. Nejčastěji používali pískovec z nedalekého lomu. Počátky jeho těžby lze odhadovat již do doby stavby řeznovického kostela (období 1120–1160).
Významné místo míval mlýn, který vždy nabízel kvalitní mouku. Současná budova je z druhé třetiny 19. století. Po roce 1950 byl mlýn převzat do JZD a degradován na mletí šrotu. Definitivní zkáza mlýna byla způsobena zničením stavu na řece Jihlavě.
K 1. červenci 1980 se Hrubšice staly částí města Ivančice.
Dne 15. února 2015 byl v Hrubšicích zvolen sedmičlenný osadní výbor, který spolupracuje s ivančickým městským úřadem.

## Současnost
V Hrubšicích se nachází obchod se smíšeným zbožím. Vesnice je obsluhována autobusovou linkou IDS JMK (zastávka na návsi), která vede do Ivančic.

## Obyvatelstvo
| Rok            | 1869 | 1880 | 1890 | 1900 | 1910 | 1921 | 1930 | 1950 | 1961 | 1970 | 1980 | 1991 | 2001 | 2011 | 2021 |
| -------------- | ---- | ---- | ---- | ---- | ---- | ---- | ---- | ---- | ---- | ---- | ---- | ---- | ---- | ---- | ---- |
| Počet obyvatel | 282  | 284  | 320  | 353  | 337  | 361  | 451  | 440  | 434  | 371  | 304  | 273  | 271  | 238  | 246  |
| Počet domů     | 47   | 49   | 51   | 58   | 57   | 61   | 92   | 102  | 107  | 103  | 91   | 110  | 111  | 115  | 118  |

Vývoj počtu obyvatel

## Pamětihodnosti
- zámek
- kaple Panny Marie
- vodní mlýn
- přírodní rezervace Nad řekami
- venkovská usedlost čp. 20
- památník obětem světové války
- boží muka, jihovýchodně od vsi
- křížek, západně od vsi
- křížek u mlýna

## Zemědělské družstvo
V Hrubšicích se po druhé světové válce stejně jako ve většině vesnic v Československu vybudovalo jednotné zemědělské družstvo (JZD), kde našlo zaměstnání většina občanů Hrubšic. Po sametové revoluci družstvo zkrachovalo. Dnes má soukromého vlastníka, který zde ustájuje koně a ovce. Také se zde nachází pila.

## Občanské sdružení Hrubšice
Občanské sdružení Hrubšice pořádá každoročně několik velkých akcí, jež jsou známé v širším okolí a to například strašidelný zámek či den dětí, ale i ostatky a hody.

## Domy a ulice
V Hrubšicích je asi 125 domů, z toho spousta je využívána jako chalupy, nebo jsou úplně neobydlené.
Jelikož jsou Hrubšice malé, nemají proto pojmenované ulice, ale přesto má každá ulice své jméno. Místní si totiž ulice nazývají po svém. Je zde například „Dědina“, „Véhon“, „Přeliská“, „Na barákách“ a další. Tak se zde léta nazývají místní ulice, ovšem nejsou to oficiální názvy.

## Galerie

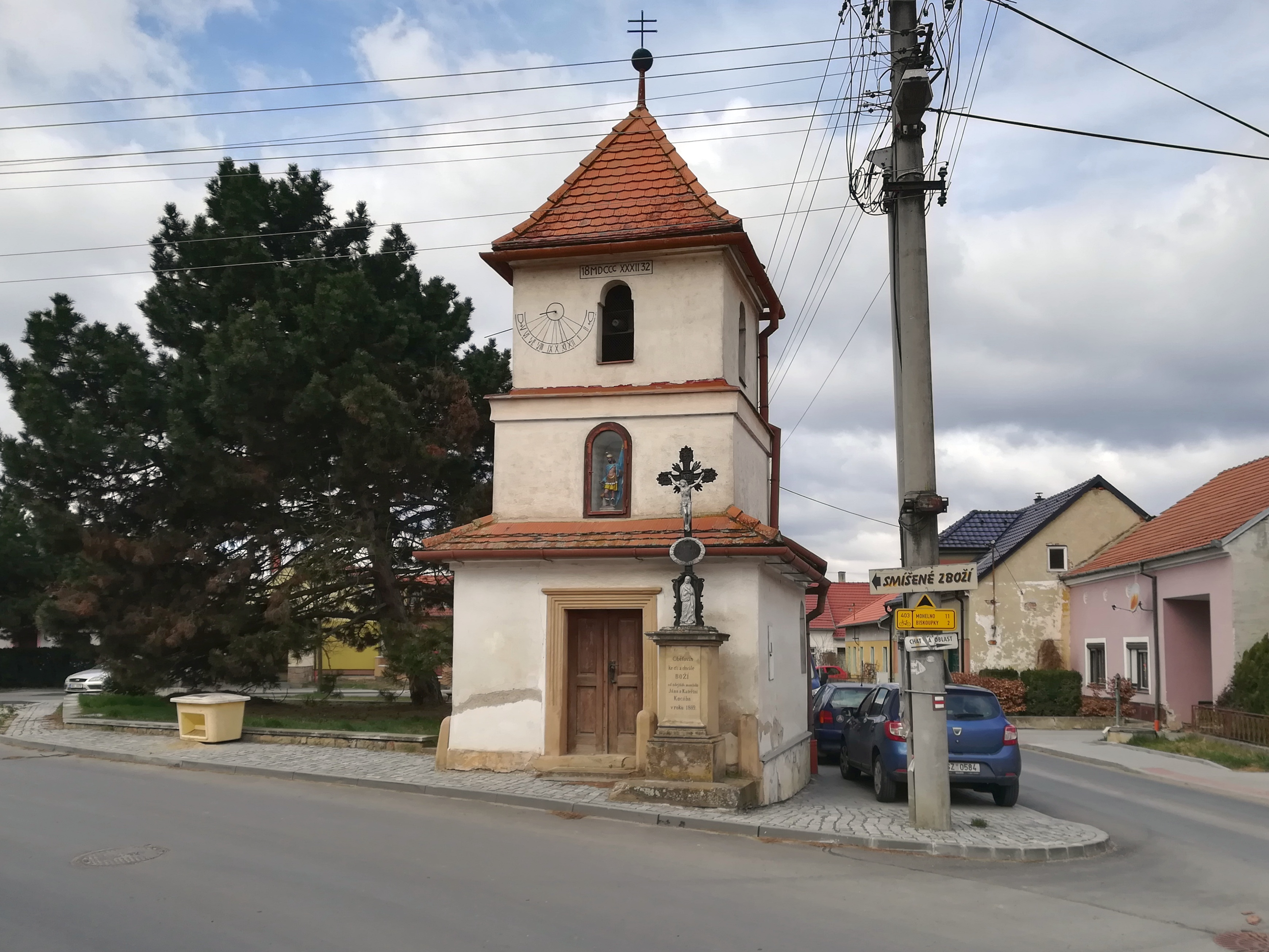
kaple Panny Marie
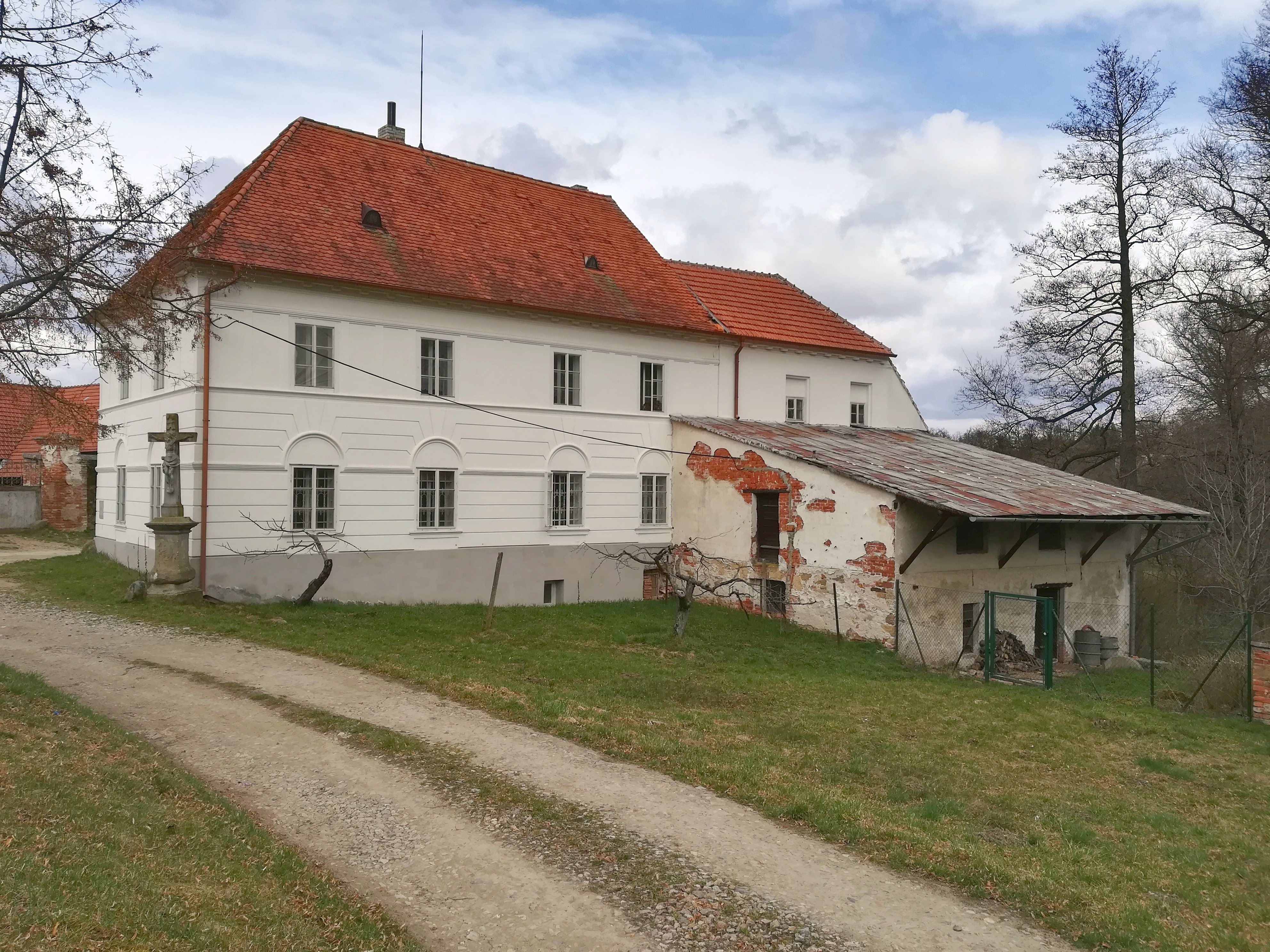
vodní mlýn
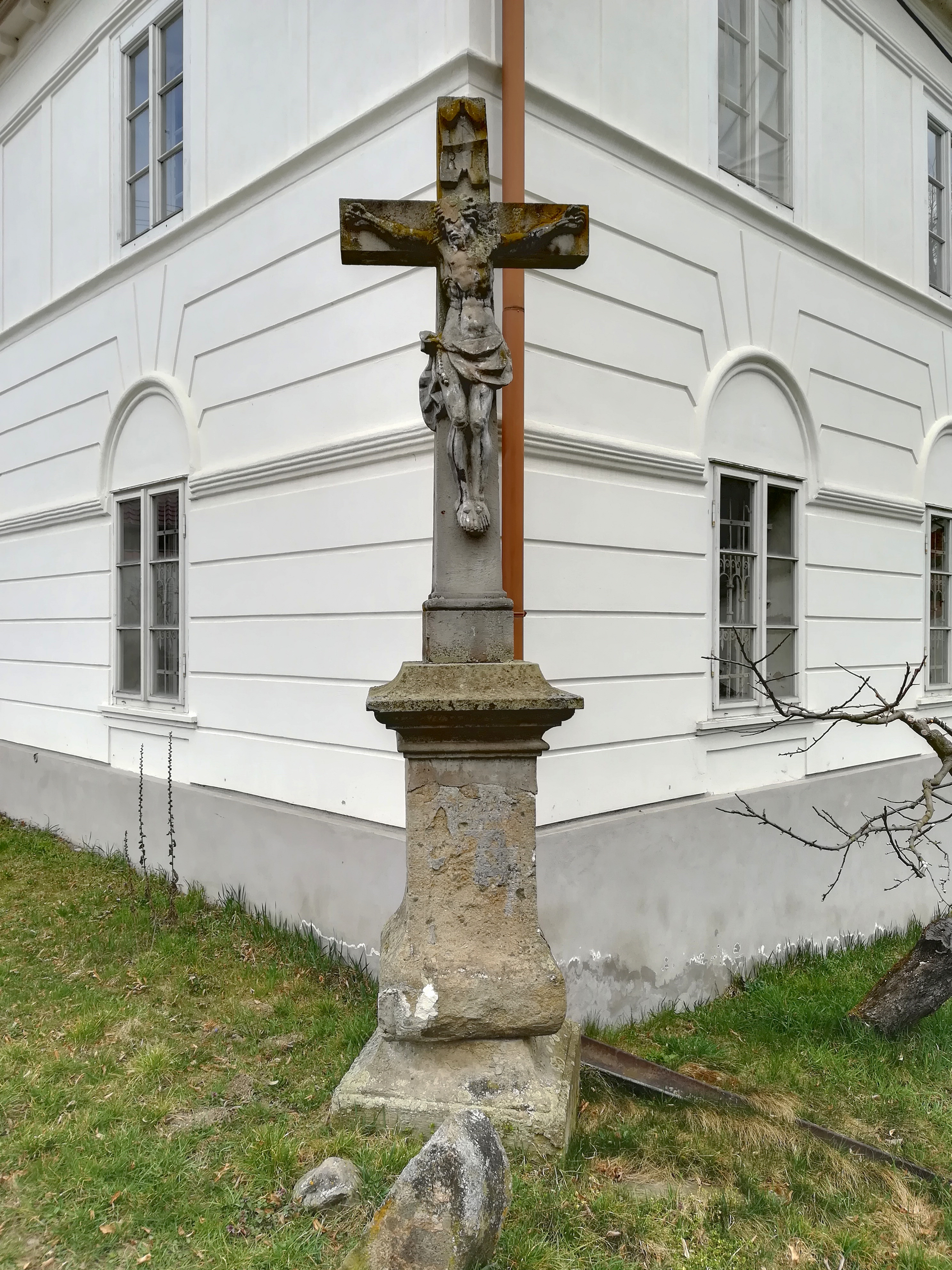
kříž u mlýna
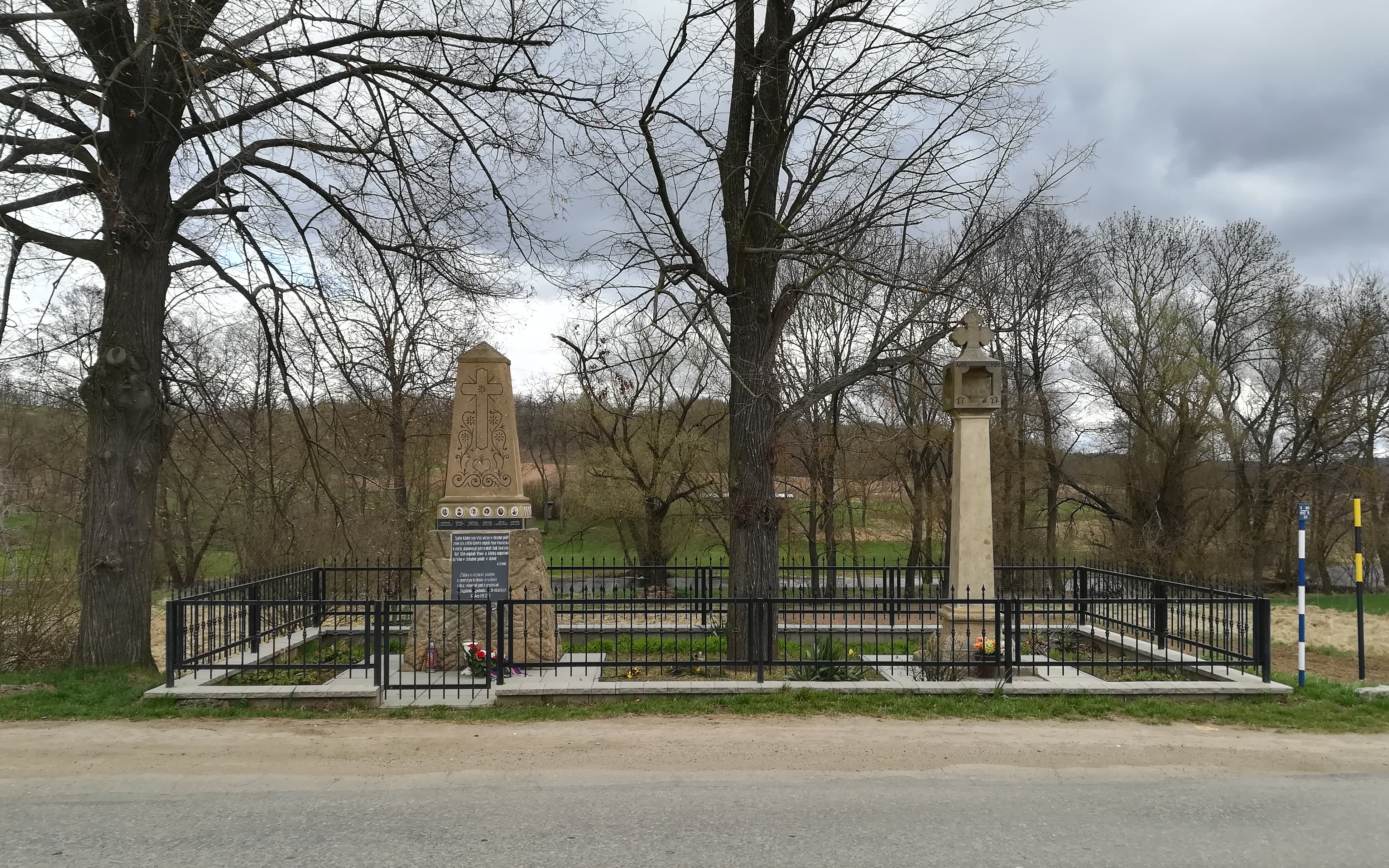
boží muka a pomník padlým
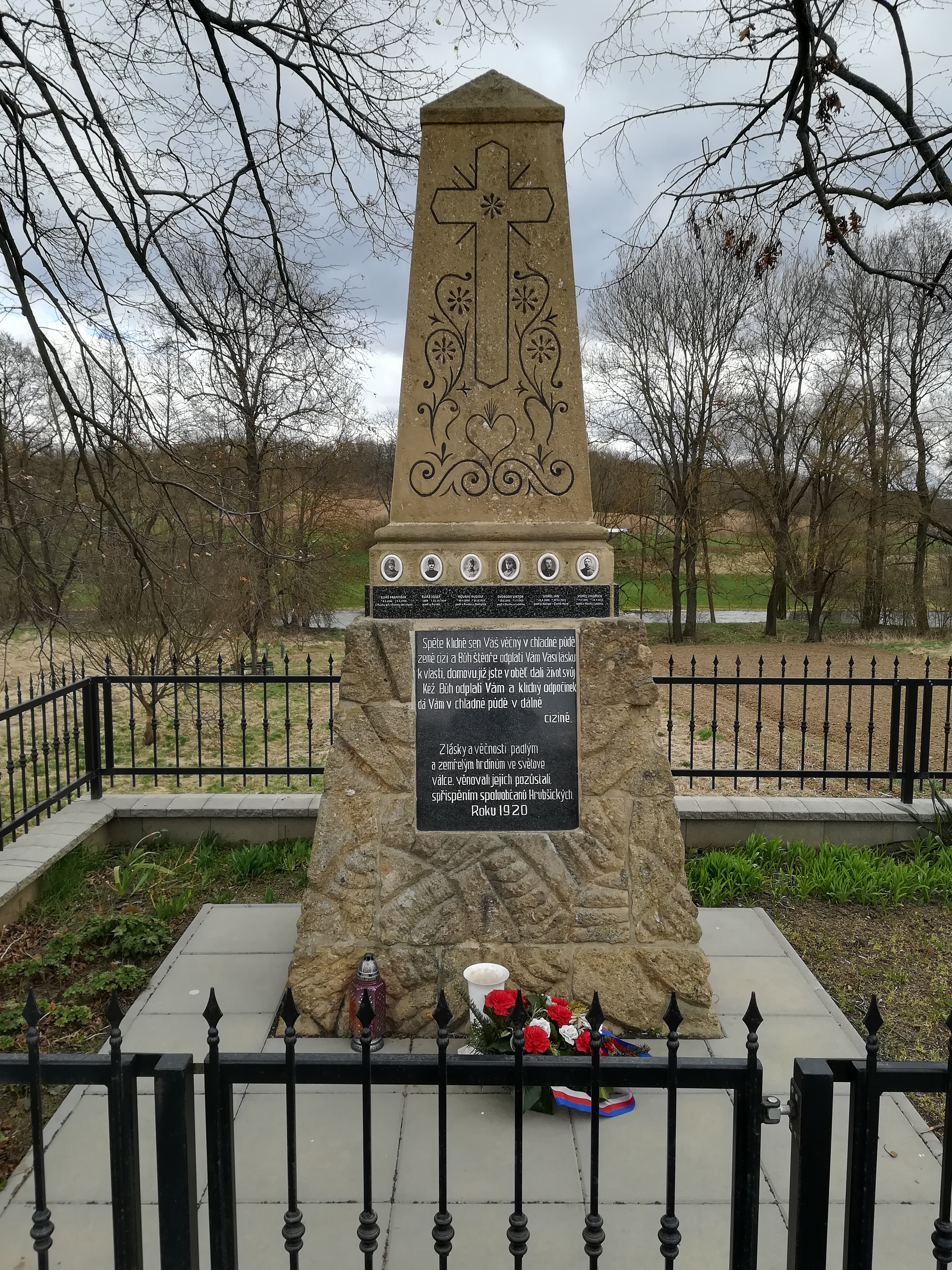
pomník padlým z roku 1920
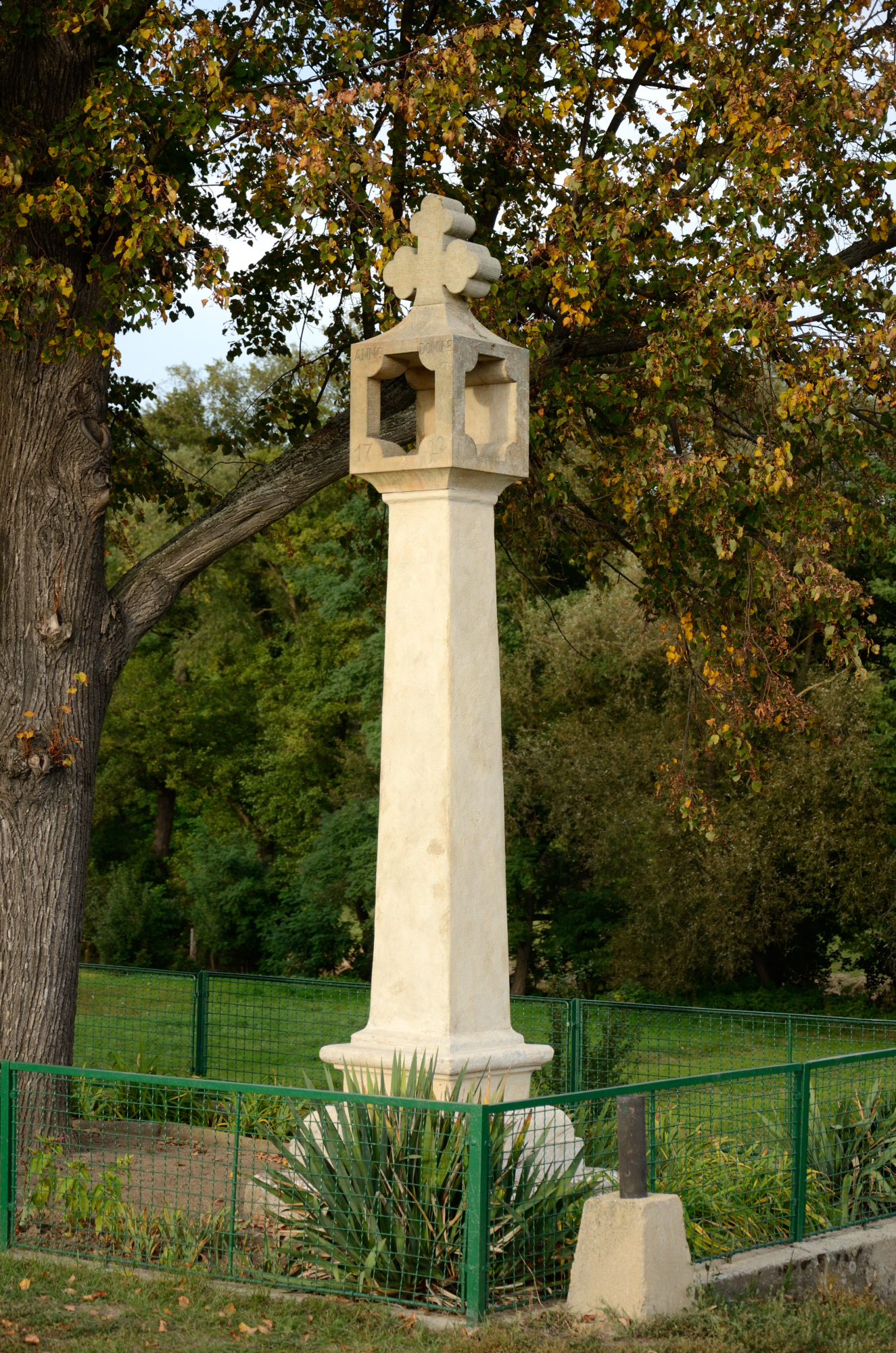
boží muka